# Zeria loveridgei
Zeria loveridgei är en spindeldjursart som först beskrevs av Hewitt 1925.  Zeria loveridgei ingår i släktet Zeria och familjen Solpugidae. Inga underarter finns listade i Catalogue of Life.